# 谢尔科·比卡斯
谢尔科·比卡斯（：‎，1940年5月2日—2013年8月4日）是著名的库尔德语诗人，法雅克·比卡斯之子。谢尔科·比卡斯1940年5月2日出生于苏莱曼尼亚。2013年8月4日在斯德哥尔摩因癌症去世。他是最重要的库尔德语新体诗诗人之一。他出版了多本诗集。他的许多诗歌被译为外语，如丹麦语、意大利语、瑞典语、法语、阿拉伯语等。1965年他参加了由穆斯托伐·巴爾札尼领导的库尔德解放运动，并在库尔德斯坦之声广播电台工作。1986年他因为统治当局的压迫离开伊拉克。1987年至1992年他流亡瑞典。1987年他获颁图霍尔斯基奖。1992年他回到伊拉克并担任伊拉克库尔德斯坦自治区文化部部长。2009年他出版了长达8000多页的作评全集。他总共出版了超过38本诗集，被称为「诗歌之王」。

## 文学生涯
他16岁时发表了第一首诗歌作品。1986年他的第一本诗集《诗歌的照耀》在巴格达出版。1970年他和其他一些知名的库尔德语诗人一起开始了新体诗运动。他是库尔德语新体诗的创始人之一。他的诗歌多是关于对家乡和自然的热爱。

## 诗歌
以下为他的一首诗歌：

四个孩子...

土耳其，波斯，

阿拉伯，库尔德

一起画一副人像

第一个（孩子）：头

第二个：手

第三个：身体和脚

第四个：肩上的徽章！

## 作品列表
- 《诗歌的照耀》 1968
- 《哭泣的小屋》 1969
- 《卡瓦伊.阿斯纳迦尔》 1971
- 《我因泪水的炽热而干渴》 1973
- 《羚羊》 1976
- 《狼和羊》 1978
- 《河流》 1983
- 《库尔德战士的故事》 1984
- 《红色老鹰的故事》 1985
- 《小镜子》 1986
- 《蝴蝶谷》 1991
- 《影子》 1999
- 《女士和雨》 2000
- 《我，当我是一只鸟的时候》 2002
- 《光之墓园》 2004
- 《我家乡的一位少女》 2011
- 《快，死亡快到来了》 2013
- 《用灰烬之水写作》 2013